# رنکین (تگزاس)
رنکین (به انگلیسی: Rankin) شهری در ایالت تگزاس از ایالات جنوبی ایالات متحده آمریکا است. در سرشماری سال ۲۰۰۰، جمعیت این شهر ۸۰۰ نفر اعلام شد.

## آب و هوا
رنکین دارای آب و هوای نیمه خشک با تابستانهای گرم و زمستانهای سرد است.
| داده‌های اقلیم رنکین.                      | داده‌های اقلیم رنکین. | داده‌های اقلیم رنکین. | داده‌های اقلیم رنکین. | داده‌های اقلیم رنکین. | داده‌های اقلیم رنکین. | داده‌های اقلیم رنکین. | داده‌های اقلیم رنکین. | داده‌های اقلیم رنکین. | داده‌های اقلیم رنکین. | داده‌های اقلیم رنکین. | داده‌های اقلیم رنکین. | داده‌های اقلیم رنکین. | داده‌های اقلیم رنکین. |
| ماه                                       | ژانویه               | فوریه                | مارس                 | آوریل                | مه                   | ژوئن                 | ژوئیه                | اوت                  | سپتامبر              | اکتبر                | نوامبر               | دسامبر               | سال                  |
| ----------------------------------------- | -------------------- | -------------------- | -------------------- | -------------------- | -------------------- | -------------------- | -------------------- | -------------------- | -------------------- | -------------------- | -------------------- | -------------------- | -------------------- |
| سابقهٔ بیش‌ترین °C (°F)                     | ۸۵ (۲۹)              | ۸۷ (۳۱)              | ۹۶ (۳۶)              | ۹۹ (۳۷)              | ۱۰۳ (۳۹)             | ۱۰۹ (۴۳)             | ۱۰۸ (۴۲)             | ۱۰۵ (۴۱)             | ۱۰۶ (۴۱)             | ۱۰۱ (۳۸)             | ۹۰ (۳۲)              | ۸۲ (۲۸)              | ۱۰۹ (۴۳)             |
| میانگین بیش‌ترین °C (°F)                   | ۵۹٫۲ (۱۵)            | ۶۴٫۰ (۱۸)            | ۷۳٫۰ (۲۳)            | ۸۱٫۳ (۲۷)            | ۸۷٫۴ (۳۱)            | ۹۳٫۴ (۳۴)            | ۹۵٫۴ (۳۵)            | ۹۳٫۵ (۳۴)            | ۸۷٫۴ (۳۱)            | ۷۹٫۱ (۲۶)            | ۶۸٫۵ (۲۰)            | ۶۱٫۰ (۱۶)            | ۷۸٫۶ (۲۶)            |
| میانگین کم‌ترین °C (°F)                    | ۳۱٫۵ (۰)             | ۳۵٫۰ (۲)             | ۴۳٫۶ (۶)             | ۵۲٫۸ (۱۲)            | ۵۹٫۹ (۱۶)            | ۶۶٫۹ (۱۹)            | ۶۹٫۸ (۲۱)            | ۶۸٫۴ (۲۰)            | ۶۲٫۸ (۱۷)            | ۵۳٫۰ (۱۲)            | ۴۱٫۸ (۵)             | ۳۳٫۶ (۱)             | ۵۱٫۶ (۱۱)            |
| سابقهٔ کم‌ترین °C (°F)                      | ۳ (−۱۶)              | ۸ (−۱۳)              | ۱۰ (−۱۲)             | ۲۴ (−۴)              | ۳۶ (۲)               | ۴۵ (۷)               | ۵۸ (۱۴)              | ۵۷ (۱۴)              | ۴۲ (۶)               | ۲۷ (−۳)              | ۱۲ (−۱۱)             | ۶ (−۱۴)              | ۳ (−۱۶)              |
| بارندگی میلی‌متر (اینچ)                    | ۰٫۴۵ (۱۰)            | ۰٫۶۷ (۲۰)            | ۰٫۴۴ (۱۰)            | ۰٫۹۶ (۲۰)            | ۲٫۱۸ (۶۰)            | ۱٫۳۶ (۳۰)            | ۰٫۹۶ (۲۰)            | ۲٫۲۷ (۶۰)            | ۳٫۲۹ (۸۰)            | ۱٫۸۴ (۵۰)            | ۰٫۷۴ (۲۰)            | ۰٫۵۰ (۱۰)            | ۱۵٫۶۶ (۴۰۰)          |
| منبع: The Western Regional Climate Center |                      |                      |                      |                      |                      |                      |                      |                      |                      |                      |                      |                      |                      |